# Lapel
Lapel est une municipalité américaine située dans le comté de Madison en Indiana.

## Géographie
Selon le Bureau du recensement des États-Unis, la municipalité s'étend en 2010 sur une superficie de 3,77 milles carrés (9,76 km2).

## Histoire
Le site est habité depuis 1828, lorsque Benoni Freel s'y installe.
La ville est fondée le 27 avril 1876 par Samuel E. Busby et David Conrad sur le tracé du Anderson, Lebanon and St. Louis Railway,. Elle doit son nom à Busby, qui s'est inspiré de la forme qu'occupait son territoire entre le chemin de fer et la route de Pendleton à Fishersburg (en), pareille à celle du revers d'un manteau (en anglais : lapel of a coat).
La ville devient finalement plus importante que sa voisine Fishersburg. En plein essor après la découverte de gaz naturel à la fin des années 1880, Lapel devient une municipalité en 1893. Malgré la fin de l'exploitation du gaz quelques années plus tard, une importante verrerie y reste implantée.

## Démographie
Lors du recensement de 2010, la population de Lapel est de 2 068 habitants.